# Сборная Люксембурга по футболу
Сбо́рная Люксембу́рга по футбо́лу (люкс. Lëtzebuergesch Foussballnationalequipe, фр. Équipe du Luxembourg de football, нем. Luxemburgische Fußballnationalmannschaft) — команда, представляющая Люксембург на международных соревнованиях по футболу. Управляющая организация — Федерация футбола Люксембурга.
По состоянию на 15 февраля 2024 года сборная в рейтинге ФИФА занимает 85-е место.

## Отборы на чемпионаты мира и Европы
Начиная с 1934 года, все попытки пробиться в финальную часть чемпионата мира заканчиваются неудачно. Относительный расцвет сборной пришелся на первую половину 1960-х. За Люксембург тогда играли такие футболисты как Луи Пило, Ади Шмит и Камилль Диммер, выступавшие в клубах Бельгии и Франции. В отборочном этапе к чемпионату мира 1962 года команда Великого Герцогства сумела сенсационно обыграть со счётом 4:2 сборную Португалии. Этот матч стал дебютным в пиренейской сборной для Эйсебио.
В отборочном этапе чемпионата Европы 1964 года, обыграв в 1/8 финала сборную Голландии 1:1, 2:1, в 1/4 финала люксембуржцы уступили 0:1 в переигровке сборной Дании после двух ничьих 3:3 и 2:2. В октябре 1972 года Люксембург обыграл в рамках отборочного этапа к чемпионату мира 1974 года Сборную Турции — 2:0.
Отборочный этап чемпионата Европы 1996 года получился довольно удачным для сборной. В десяти матчах Люксембург сумел набрать 10 очков. Дважды была обыграна сборная Мальты, сенсационно проиграла на стадионе княжества сборная Чехии, будущий финалист Евро. Также Люксембургу удалось добиться ничьей в поединке против сборной Беларуси.
В отборе к Чемпионату Европы 2008 года Люксембургу удалось одержать долгожданную победу, первую в официальных матчах более чем за 12 лет. На выезде была повержена сборная Беларуси. Также сборная Великого Герцогства дважды достойно проиграла сборной Голландии: 0:1 — дома и 0:1 — в гостях.
В отборочном этапе чемпионата мира 2010 года сборная одержала сенсационную победу над сборной Швейцарии и дважды сыграла вничью со сборной Молдовы.
Отбор на Чемпионат Европы 2012 года принёс Люксембургу 4 очка (победа над сборной Албании 2:1 и ничья в поединке против сборной Беларуси).

### Отборочные игры чемпионатов мира
- Чемпионат мира 1934 года — 2 игры, 2 поражения, последнее место в отборочной группе;
- Чемпионат мира 1938 года — 2 игры, 2 поражения, последнее место в отборочной группе;
- Чемпионат мира 1950 года — 2 игры, 2 поражения, последнее место в отборочной группе;
- Чемпионат мира 1954 года — 4 игры, 4 поражения, последнее место в отборочной группе;
- Чемпионат мира 1958 года — 4 игры, 4 поражения, последнее место в отборочной группе;
- Чемпионат мира 1962 года — 4 игры, 1 победа, 3 поражения, последнее место в отборочной группе;
- Чемпионат мира 1966 года — 6 игр, 6 поражений, последнее место в отборочной группе;
- Чемпионат мира 1970 года — 6 игр, 6 поражений, последнее место в отборочной группе;
- Чемпионат мира 1974 года — 6 игр, 1 победа (сборная Турции — 2:0), 5 поражений, последнее место в отборочной группе;
- Чемпионат мира 1978 года — 6 игр, 6 поражений, последнее место в отборочной группе;
- Чемпионат мира 1982 года — 8 игр, 8 поражений, последнее место в отборочной группе;
- Чемпионат мира 1986 года — 8 игр, 8 поражений, последнее место в отборочной группе;
- Чемпионат мира 1990 года — 8 игр, 1 ничья (сборная Бельгии — 1:1), 7 поражений, последнее место в отборочной группе;
- Чемпионат мира 1994 года — 8 игр, 1 ничья (сборная Исландии — 1:1), 7 поражений, последнее место в отборочной группе;
- Чемпионат мира 1998 года — 8 игр, 8 поражений, последнее место в отборочной группе;
- Чемпионат мира 2002 года — 10 игр, 10 поражений, последнее место в отборочной группе;
- Чемпионат мира 2006 года — 12 игр, 12 поражений, последнее место в отборочной группе;
- Чемпионат мира 2010 года — 10 игр, 1 победа (сборная Швейцарии — 2:1), 2 ничьи (сборная Молдовы — 0:0, 0:0), 7 поражений, пятое место (из 6);
- Чемпионат мира 2014 года — 10 игр, 1 победа (сборная Северной Ирландии — 3:2), 3 ничьи (сборная Северной Ирландии — 1:1; сборная Азербайджана — 0:0, 1:1), 6 поражений, последнее место в отборочной группе;
- Чемпионат мира 2018 года — 10 игр, 1 победа (сборная Беларуси — 1:0), 3 ничьи (сборная Беларуси — 1:1, сборная Франции — 0:0, сборная Болгарии — 1:1), 6 поражений, предпоследнее место в группе.

#### Отборочный цикл ЧМ-2022
В сезоне 2020/2021 Лиги Наций УЕФА сборная Люксембурга выступала в дивизионе C, группа 1.
| Поз | Команда               | И | В | Н | П | МЗ | МП | РМ | О  | Повышение или квалификация |
| --- | --------------------- | - | - | - | - | -- | -- | -- | -- | -------------------------- |
| 1   | Черногория (П)        | 6 | 4 | 1 | 1 | 10 | 2  | +8 | 13 | Выход в Лигу B             |
| 2   | Люксембург            | 6 | 3 | 1 | 2 | 7  | 5  | +2 | 10 |                            |
| 3   | Азербайджан           | 6 | 1 | 3 | 2 | 2  | 4  | −2 | 6  |                            |
| 4   | Республика Кипр (П/О) | 6 | 1 | 1 | 4 | 2  | 10 | −8 | 4  | Плей-офф за Лигу C         |

При жеребьёвке отборочных групп к чемпионату мира согласно рейтингу ФИФА сборная заняла место в 4 корзине из 6; это наивысшая стартовая позиция для команды Люксембурга с момента введения системы корзин в отборочном турнире к ЧМ-1966.
| Поз | Команда     | И | В | Н | П | МЗ | МП | РМ  | О  | Квалификация                        |     | Сербия | Португалия | Ирландия | Люксембург | Азербайджан |
| --- | ----------- | - | - | - | - | -- | -- | --- | -- | ----------------------------------- | --- | ------ | ---------- | -------- | ---------- | ----------- |
| 1   | Сербия      | 8 | 6 | 2 | 0 | 18 | 9  | +9  | 20 | Квалификация на Чемпионат мира 2022 |     | —      | 2:2        | 3:2      | 4:1        | 3:1         |
| 2   | Португалия  | 8 | 5 | 2 | 1 | 17 | 6  | +11 | 17 | Выход в раунд плей-офф              |     | 1:2    | —          | 2:1      | 5:0        | 1:0         |
| 3   | Ирландия    | 8 | 2 | 3 | 3 | 11 | 8  | +3  | 9  |                                     |     | 1:1    | 0:0        | —        | 0:1        | 1:1         |
| 4   | Люксембург  | 8 | 3 | 0 | 5 | 8  | 18 | −10 | 9  |                                     | 0:1 | 1:3    | 0:3        | —        | 2:1        |             |
| 5   | Азербайджан | 8 | 0 | 1 | 7 | 5  | 18 | −13 | 1  |                                     | 1:2 | 0:3    | 0:3        | 1:3      | —          |             |

### Отборочные игры чемпионатов Европы
- Чемпионат Европы 1960 года — не участвовала;
- Чемпионат Европы 1964 года — 1/8: сборная Люксембурга — сборная Голландии — 1:1, 2:1; 1/4: сборная Люксембурга — сборная Дании — 3:3, 2:2, 0:1;
- Чемпионат Европы 1968 года — 6 игр, 1 ничья (сборная Польши — 0:0), 5 поражений, последнее место в отборочной группе;
- Чемпионат Европы 1972 года — 6 игр, 1 ничья (сборная Югославии — 0:0), 5 поражений, последнее место в отборочной группе;
- Чемпионат Европы 1976 года — 6 игр, 6 поражений, последнее место в отборочной группе;
- Чемпионат Европы 1980 года — 6 игр, 1 ничья (сборная Швеции — 1:1), 5 поражений, последнее место в отборочной группе;
- Чемпионат Европы 1984 года — 8 игр, 8 поражений, последнее место в отборочной группе;
- Чемпионат Европы 1988 года — 8 игр, 1 ничья (сборная Шотландии — 0:0), 7 поражений, последнее место в отборочной группе;
- Чемпионат Европы 1992 года — 6 игр, 6 поражений, последнее место в отборочной группе;
- Чемпионат Европы 1996 года — 10 игр, 3 победы (сборная Мальты — 1:0, 1:0; сборная Чехии — 1:0), 1 ничья (сборная Беларуси — 0:0), 6 поражений, 5 место в группе (из 6);
- Чемпионат Европы 2000 года — 8 игр, 8 поражений, последнее место в отборочной группе;
- Чемпионат Европы 2004 года — 8 игр, 8 поражений, последнее место в отборочной группе;
- Чемпионат Европы 2008 года — 12 игр, 1 победа (сборная Беларуси — 1:0), 11 поражений, последнее место в отборочной группе;
- Чемпионат Европы 2012 года — 10 игр, 1 победа (сборная Албании — 2:1), 1 ничья (сборная Беларуси — 0:0), 8 поражений, последнее место в отборочной группе;
- Чемпионат Европы 2016 года — 10 игр, 1 победа (сборная Македонии — 1:0), 1 ничья (сборная Беларуси — 1:1), 8 поражений, предпоследнее место в отборочной группе.

#### Отборочный цикл ЕВРО-2020
В сезоне 2018/2019 Лиги наций УЕФА сборная Люксембурга выступала в дивизионе D, группа 2
| М | Команда    | И | В | Н | П | Мячи   | ±   | О  |
| - | ---------- | - | - | - | - | ------ | --- | -- |
| 1 | Беларусь   | 6 | 4 | 2 | 0 | 10 − 0 | +10 | 14 |
| 2 | Люксембург | 6 | 3 | 1 | 2 | 11 − 4 | +7  | 10 |
| 3 | Молдова    | 6 | 2 | 3 | 1 | 4 − 5  | −1  | 9  |
| 4 | Сан-Марино | 6 | 0 | 0 | 6 | 0 − 16 | −16 | 0  |

Таким образом, команда получила шанс попасть в стыковые матчи ЧЕ, если хотя бы один из победителей Лиги D квалифицируется напрямую через отборочный турнир, а также повышение в Лигу C из-за смены формата Лиги Наций. Кроме того, по результатам розыгрыша Люксембург занял место в пятой корзине при жеребьёвке отборочного турнира чемпионата Европы.
| Поз | Команда    | И | В | Н | П | МЗ | МП | РМ  | О  | Квалификация                        |     | Украина | Португалия | Сербия | Люксембург | Литва |
| --- | ---------- | - | - | - | - | -- | -- | --- | -- | ----------------------------------- | --- | ------- | ---------- | ------ | ---------- | ----- |
| 1   | Украина    | 8 | 6 | 2 | 0 | 17 | 4  | +13 | 20 | Квалификация в финальный раунд      |     | —       | 2:1        | 5:0    | 1:0        | 2:0   |
| 2   | Португалия | 8 | 5 | 2 | 1 | 22 | 6  | +16 | 17 | Квалификация в финальный раунд      |     | 0:0     | —          | 1:1    | 3:0        | 6:0   |
| 3   | Сербия     | 8 | 4 | 2 | 2 | 17 | 17 | 0   | 14 | Сборная участвует в стыковых матчах |     | 2:2     | 2:4        | —      | 3:2        | 4:1   |
| 4   | Люксембург | 8 | 1 | 1 | 6 | 7  | 16 | −9  | 4  |                                     |     | 1:2     | 0:2        | 1:3    | —          | 2:1   |
| 5   | Литва      | 8 | 0 | 1 | 7 | 5  | 25 | −20 | 1  |                                     | 0:3 | 1:5     | 1:2        | 1:1    | —          |       |

#### Отборочный цикл ЕВРО-2024
В сезоне 2022/2023 Лиги наций УЕФА сборная Люксембурга выступала в дивизионе C, группа 1
| Поз | Команда           | И | В | Н | П | МЗ | МП | РМ  | О  | Повышение или квалификация |     | Турция | Люксембург | Фарерские острова | Литва |
| --- | ----------------- | - | - | - | - | -- | -- | --- | -- | -------------------------- | --- | ------ | ---------- | ----------------- | ----- |
| 1   | Турция            | 6 | 4 | 1 | 1 | 18 | 5  | +13 | 13 | Выход в Лигу B             |     | —      | 3:3        | 4:0               | 2:0   |
| 2   | Люксембург        | 6 | 3 | 2 | 1 | 9  | 7  | +2  | 11 |                            |     | 0:2    | —          | 2:2               | 1:0   |
| 3   | Фарерские острова | 6 | 2 | 2 | 2 | 7  | 10 | −3  | 8  |                            | 2:1 | 0:1    | —          | 2:1               |       |
| 4   | Литва             | 6 | 0 | 1 | 5 | 2  | 14 | −12 | 1  | Стыковые матчи             |     | 0:6    | 0:2        | 1:1               | —     |

Таким образом, команда получила шанс попасть в стыковые матчи ЧЕ, если хотя бы один из победителей Лиги C (Грузия, Греция, Турция или Казахстан) квалифицируется напрямую через отборочный турнир. Кроме того, по результатам розыгрыша Люксембург занял место в четвёртой корзине при жеребьёвке отборочного турнира чемпионата Европы.
| Поз | Команда              | И  | В  | Н | П  | МЗ | МП | РМ  | О  | Квалификация                        |  | Португалия | Словакия | Люксембург | Исландия | Босния и Герцеговина | Лихтенштейн |
| --- | -------------------- | -- | -- | - | -- | -- | -- | --- | -- | ----------------------------------- |  | ---------- | -------- | ---------- | -------- | -------------------- | ----------- |
| 1   | Португалия           | 10 | 10 | 0 | 0  | 36 | 2  | +34 | 30 | Квалификация в финальный раунд      |  | —          | 3:2      | 9:0        | 2:0      | 3:0                  | 4:0         |
| 2   | Словакия             | 10 | 7  | 1 | 2  | 17 | 8  | +9  | 22 | Квалификация в финальный раунд      |  | 0:1        | —        | 0:0        | 4:2      | 2:0                  | 3:0         |
| 3   | Люксембург           | 10 | 5  | 2 | 3  | 13 | 19 | −6  | 17 | Сборная участвует в стыковых матчах |  | 0:6        | 0:1      | —          | 3:1      | 4:1                  | 2:0         |
| 4   | Исландия             | 10 | 3  | 1 | 6  | 17 | 16 | +1  | 10 | Сборная участвует в стыковых матчах |  | 0:1        | 1:2      | 1:1        | —        | 1:0                  | 4:0         |
| 5   | Босния и Герцеговина | 10 | 3  | 0 | 7  | 9  | 20 | −11 | 9  | Сборная участвует в стыковых матчах |  | 0:5        | 1:2      | 0:2        | 3:0      | —                    | 2:1         |
| 6   | Лихтенштейн          | 10 | 0  | 0 | 10 | 1  | 28 | −27 | 0  |                                     |  | 0:2        | 0:1      | 0:1        | 0:7      | 0:2                  | —           |

Поскольку Турция попала в финальный турнир напрямую, сборная Люксембурга впервые в своей истории получила возможность участвовать в стыковых матчах (путь C), где уступила сборной Грузии.
| Грузия                | 2:0     | Люксембург |
| --------------------- | ------- | ---------- |
| - Зивзивадзе 40′, 63′ | (отчёт) |            |

## Участие в Олимпийских играх
Несмотря на неудачи, сборная Люксембурга принимала участие в футбольных турнирах с Олимпийских игр 1924 по 1952 годы, причём на последнем она сенсационно выбила из турнира сборную Великобритании со счётом 5:3. В следующем круге она в упорной борьбе уступила со счётом 1:2 бразильцам.

## Тренерский штаб
- Технический директор:  Мануэль Кардони
- Главный тренер:  Люк Хольц
- Главный тренер U21:  Дан Уэ
- Ассистент/гл. тренер U19:  Марио Мутш
- Тренер вратарей:  Руй Форте
- Фитнесс-тренер:  Клод Ориже

## Текущий состав
Следующие игроки были вызваны в состав сборной главным тренером Люком Хольцем для участия в стыковом матче отборочного турнира к чемпионату Европы 2024 против сборной Грузии (21 марта 2024) и на товарищеский матч против сборной Казахстана (26 марта 2024).
Игры и голы приведены по состоянию на 26 марта 2024 года:
| 1  | Вр  | Антони Морис          | 29 апреля 1990 (35 лет)   | 65  | 0  | Юнион                    |  |  |
| 12 | Вр  | Ральф Шон             | 20 января 1990 (35 лет)   | 18  | 0  | Вильц 71                 |  |  |
| 23 | Вр  | Тиагу Перейра Кардосо | 7 апреля 2006 (19 лет)    | 1   | 0  | Боруссия (Мёнхенгладбах) |  |  |
|    |     |                       |                           |     |    |                          |  |  |
| 3  | Защ | Энес Махмутович       | 22 мая 1997 (28 лет)      | 31  | 0  | ЦСКА (София)             |  |  |
| 13 | Защ | Вахид Селимович       | 3 апреля 1997 (28 лет)    | 11  | 1  | Железничар (Сараево)     |  |  |
| 14 | Защ | Сеид Корач            | 20 октября 2001 (23 года) | 6   | 0  | Воеводина                |  |  |
| 18 | Защ | Лоран Янс             | 5 августа 1992 (33 года)  | 102 | 1  | Вальдхоф                 |  |  |
| 20 | Защ | Элдин Джогович        | 8 июня 2003 (22 года)     | 4   | 0  | Магдебург                |  |  |
| 22 | Защ | Марвин Мартинс        | 17 февраля 1995 (30 лет)  | 34  | 3  | Аустрия (Вена)           |  |  |
|    | Защ | Максим Шано           | 21 января 1990 (35 лет)   | 69  | 4  | Лос-Анджелес             |  |  |
|    | Защ | Мика Пинту            | 4 июня 1993 (32 года)     | 32  | 1  | Витесс                   |  |  |
|    |     |                       |                           |     |    |                          |  |  |
| 4  | ПЗ  | Флориан Бонерт        | 9 ноября 1997 (27 лет)    | 45  | 1  | Бастия                   |  |  |
| 7  | ПЗ  | Ларс Жерсон           | 5 февраля 1990 (35 лет)   | 97  | 4  | Конгсвингер              |  |  |
| 8  | ПЗ  | Кристофер Мартинс     | 19 февраля 1997 (28 лет)  | 66  | 1  | Спартак (Москва)         |  |  |
| 15 | ПЗ  | Оливье Тилль          | 17 декабря 1996 (28 лет)  | 43  | 3  | ЛНЗ                      |  |  |
| 16 | ПЗ  | Леандру Баррейру      | 3 июня 2000 (25 лет)      | 56  | 2  | Майнц 05                 |  |  |
| 19 | ПЗ  | Матиас Олесен         | 21 марта 2001 (24 года)   | 20  | 1  | Ивердон-Спорт            |  |  |
| 21 | ПЗ  | Себастьен Тилль       | 29 декабря 1993 (31 год)  | 36  | 2  | Сталь (Жешув)            |  |  |
|    |     |                       |                           |     |    |                          |  |  |
| 2  | Нап | Давид Йонатанс        | 26 января 2004 (21 год)   | 2   | 0  | Бавария II               |  |  |
| 5  | Нап | Алессио Курчи         | 16 февраля 2002 (23 года) | 10  | 1  | Франкс Боренс            |  |  |
| 6  | Нап | Эдвин Муратович       | 15 февраля 1997 (28 лет)  | 15  | 1  | Ресовия (Жешув)          |  |  |
| 9  | Нап | Данел Синани          | 5 апреля 1997 (28 лет)    | 62  | 13 | Санкт-Паули              |  |  |
| 10 | Нап | Жерсон Родригеш       | 20 июня 1995 (30 лет)     | 61  | 21 | Слован (Братислава)      |  |  |
| 11 | Нап | Ивандро Боржес Саншес | 24 мая 2004 (21 год)      | 25  | 3  | НЕК                      |  |  |
| 17 | Нап | Айман Дардари         | 21 марта 2005 (20 лет)    | 2   | 0  | Майнц 05                 |  |  |

## Форма

### Домашняя
| 2010 | 2014 | 2016—2018 | 2018—2020 | 2020—2022 | 2022—2024 | 2024—н. в. |

### Гостевая
| 2010 | 2014 | 2016—2018 | 2018—2020 | 2020—2022 | 2022—2024 | 2024—н. в. |

### Резервная
| 2022—2024 | 2024—н. в. |

Источники:,